# اورکیدلند استیتز (هاوایی)
اورکیدلند استیتز (به انگلیسی: Orchidlands Estates) یک منطقهٔ مسکونی در ایالات متحده آمریکا است که در شهرستان هاوایی، هاوایی واقع شده‌است. اورکیدلند استیتز ۲۵٫۱ کیلومتر مربع مساحت و ۲٬۸۱۵ نفر جمعیت دارد و ۱۵۸ متر بالاتر از سطح دریا واقع شده‌است.